# Uperoleia martini
Uperoleia martini és una espècie de granota que viu a Austràlia.